# میک مارس
میک مارس (انگلیسی: Mick Mars؛ زادهٔ ۴ مهٔ ۱۹۵۱) گیتارنواز اهل ایالات متحده آمریکا است. وی از سال ۱۹۷۴ میلادی تاکنون مشغول فعالیت بوده است.